# Джеймс Баррі (драматург)
Джеймс Ме́тью Ба́ррі (англ. James Matthew Barrie, нар. 9 травня 1860 — пом. 19 червня 1937, Лондон) — шотландський драматург, письменник і журналіст, автор всесвітньовідомої дитячої казки «Пітер Пен».

## Біографія
Народився 9 травня 1860 року на околиці маленького шотландського містечка Кіррім'юре в сімнадцяти милях від міста Данді. Він був дев'ятою дитиною з десяти в родині простого ткача Девіда Баррі. Мати, Маргарет Огілві, яка зберегла, за звичаєм багатьох шотландських сімей того часу, своє дошлюбне прізвище, була обдарованою жінкою − прекрасно співала пісні рідної Шотландії, пам'ятала численні легенди і народні сказання. Вона прищепила дітям любов до рідного фольклору і виховала у них почуття незалежності.
Родина Баррі жила бідно, багато в чому собі відмовляючи, щоб здійснити заповітну мрію — дати освіту синам. Старший брат Олександр, отримавши нарешті посаду викладача у Глазго, взяв на себе турботи про подальшу освіту Джеймса. З його допомогою Джеймс закінчив школу, прослухав підготовчий курс в академії Дамфріс, після чого був зарахований до Единбурзького університету, який закінчив у 1882 році. Після закінчення навчання він у 1883—1884 роках працював музичним критиком у редакції газети «Ноттінгем Джорнел». Як журналіст також активно співпрацював з «Edinburgh Evening Dispatch», «British Weekly» та іншими виданнями. У 1885 році Баррі переїхав до Лондона, де прожив до кінця своїх днів.
Визнання як журналіста прийшло до Баррі після опублікування серії нарисів, у яких зображалось життя маленького містечка в першій половині XIX ст. У 1888 році на основі цих нарисів виходить його книга «Ідилії Старих Вогнів» («Auld Licht Idylls»), проте життя, описане у цій книзі, було далеко не ідилічним. Злидні, пуританська вузькість поглядів, втручання церкви в особисте життя — таким зображає Баррі вигадане містечко Трамз, прототипом якого слугувало його рідне місто Кіррім'юре. Трамз згодом став місцем дії ще двох романів письменника. У 1889 році також виходить роман із життя журналістів «Коли людина сама».
Упродовж 15 років (1885—1900) Баррі займався літературною діяльністю. У цей час написані такі твори: невдала мелодрама «Краще померти» («Better Dead» (1888)), любовно-психологічні романи «Маленький священик» («The Little Minister» (1891)), «Сентиментальний Томмі» («Sentimental Tommy: The Story of his Boyhood» (1896) і його продовження «Томмі і Грізел» («Tommy and Grizel» (1900)), біографічна книга про матір «Маргарет Огілві» («Margaret Ogilvy» (1896)), кумедна книга про шкоду і задоволення від паління «Аркадія, моя любов». У дилогії про «сентиментального» Томмі Дж. Баррі створює багато в чому автобіографічний образ письменника і журналіста, який, незважаючи на всі зусилля, не зумів взяти на себе тягар дорослого життя. Тут також згадується малюк, який відбився від батьків і дуже радий тому, що загубився, і боїться, що його все-таки знайдуть і змусять вирости; його можна назвати прототипом майбутнього «Пітера Пена». Однак, порушуючи у цих романах серйозні питання, Баррі не міг дати відповіді, як їх вирішити — і переводив оповідь в ідеалізоване романтичне річище, далеке від реальності.
На фоні успіху романів Баррі в той самий час у США піратським чином публікуються декілька збірок його малої прози: «A Holiday in Bed and Other Sketches», «A Tillylos Scandal», «Two of Them» та інші, до яких видавці включали довільно відібрані оповідання, нариси, статті, опубліковані до цього у періодиці, а також фрагменти його виданих книг. Письменник вкрай негативно ставився до цих видань, вони не перевидавались у Великій Британії і не входили до зібрання творів Баррі, виданих наприкінці ХІХ — на початку ХХ ст.
П'єси Баррі, що мали шалений успіх у публіки, є, мабуть, найвищим досягненням його творчості для дорослих. Веселі комедії, написані з прекрасним знанням законів сцени, привертають увагу блискучими діалогами, стрункістю композиції та дотепністю. Першим сценічним успіхом Баррі стала постановка драматургічної версії його «Маленького священика» (1897). Однак лише «Кволіті-стріт» («Quality Street» (1901)), блискуча комедія про життя Англії початку ХІХ ст., ввела його в коло видатних драматургів того часу. Успіх закріпили такі п'єси: «Чудовий Крайтон» («Admirable Crichton» (1902)), «Пітер Пен» (1904), «Що знає кожна жінка» («What Every Woman Knows» (1908)), «Виглядає як дванадцятифунтова купюра» («The Twelve Pound Look» (1910)), «Поцілувати Попелюшку» («A Kiss for Cinderella» (1916)), «Дорогий Брут» («Dear Brutus» (1917)), «Поважна дама демонструє свої медалі» («The Old Lady Shows Her Medals» (1917)), «Мері Роуз» («Mary Rose» (1920)). Снобізм та претензії людей вищого світу і політиканів піддаються висміюванню у найкращих із цих комедій — «Кволіті-стріт», «Чудовий Крайтон», «Що знає кожна жінка». У п'єсах Баррі реальність часто поєднана з вигадками, а гумор і комічні ситуації овіяні світлою печаллю.
Баррі був також автором великої кількості одноактних п'єс. Деякі з них були написані з нагоди і ставились лише один раз. До таких, зокрема, належить п'єса з умовного циклу творів про Пітера Пена — «Коли Венді виросла: Запізніле пояснення» («When Wendy Grew Up: An Afterthought»). Інші, навпаки, були доволі популярні. Багато його п'єс були згодом екранізовані.
У 1894 році Баррі одружився з молодою акторкою Мері Енселл, котра зіграла в одній з його п'єс. Шлюб виявився невдалим і був розірваний у 1909 році. Дітей у подружжя Баррі не було.
До початку ХХ ст. Баррі стає помітною фігурою в літературному житті Англії. Цьому сприяли його особисті якості: він був людиною високої порядності і доброти. Серед його друзів — Томас Гарді, Джон Голсуорсі, Герберт Уеллс, Джеймс Мередіт, Генрі Джеймс, Джером К. Джером, Артур Конан Дойл. З останнім Баррі написав спільно лібрето до музичної комедії «Jane Annie, or The Good Conduct Prize», що з тріском провалилося, витримавши лише вісім постанов. Наслідком цього стала жартівливе оповідання, у якому письменники приходять до Шерлока Холмса з проханням розкрити таємницю, чому публіці не подобається їхня постанова. На цьому сумісна творчість Баррі і Конан Дойла закінчилася, чого не скажеш про їхню дружбу. Вони дружили (грали в одній команді з крикету «Аллах-Акбаррі», у якій Баррі був капітаном) і підтримували один одного до самої смерті.
Все своє життя Баррі захоплювався мандрівниками і дослідниками, людьми активного і відважного життя. Серед його друзів — відомі африканські дослідники Поль дю Шайлу і Джозеф Томсон, полярник Роберт Скотт, передсмертний лист котрого, знайдений на його тілі через півроку після загибелі експедиції, був адресований Баррі. У ньому капітан Скотт просив письменника подбати про дітей та вдів загинувших разом із ним членів експедиції до південного полюса, що і було неухильно виконано.
Але справді доленосною стала дружба письменника з подружжям Девісів, завдяки якій і з'явився всесвітньо відомий Пітер Пен. Баррі познайомився із Сільвією і Артуром Девісами та їхніми п'ятьма дітьми 1887 року і дуже зблизився з цією родиною. Баррі проводив з Девісами більшість вільного часу й захоплювався теплими стосунками у цій родині. Однак 1906 року Артур помер, а за чотири роки пішла з життя його дружина. Недовго думаючи, Джеймс Баррі всиновив п'ятьох братів Девісів, перетворившись із бездітного чоловіка на багатодітного батька.
Дж. М. Баррі був удостоєний багатьох почестей: у 1913 р. йому було надано титул баронета, у 1922 р. нагороджений орденом «За заслуги»; у 1919 р. став лорд-ректором найстарішого шотландського університету Сент-Ендрюса; в 1930 р. — почесним президентом Единбурзького університету; з 1928 р. був президентом «Спілки літераторів».
Баррі помер 19 червня 1937 року, не залишивши прямих спадкоємців. Перед смертю він передав всі права і доходи від Пітера Пена — перевидань, перекладів, театральних і кінопостанов — дитячій лікарні на Грейт-Ормонд-стріт у Лондоні. В 1987 р. на знак поваги до видатного співвітчизника Британський Парламент пішов на безпрецедентний крок — спеціальним актом встановив безстрокову дію цих авторських прав.
У 2004 році Марк Форстер зняв біографічний фільм про Джеймса Баррі «Чарівна країна».

## Фантастичне у творчості
У низці п'єс Баррі, таких як «Дорогий Брут», «Чи повинні ми приєднатися до дам?» («Shall We Join The Ladies?»), «Мері Роуз», містяться фантастичні, містичні мотиви. До містики належить і «страшна» різдвяна історія «Прощавай, міс Джулі Логан: Зимова казка» («Farewell Miss Julie Logan: A Wintry Tale»).
Однак всесвітнє визнання і славу Джеймсу Баррі приніс створений ним образ чарівного хлопчика Пітера Пена. Вершиною його творчості стала книга «Пітер Пен і Венді», видана у 1911 році. Однак книзі передували два твори, які вважаються ніби попередніми її розробками. Обидва вони виникли з розповідей письменника хлопчикам сім'ї Девіс та ігор, в які він з ними грав.
1920 року Баррі опублікував роман «Маленька біла пташка». Твір був звернений до дорослих, однак містив у собі шість казкових глав, які пізніше склали самостійну книгу, названу «Пітер Пен у Кенсингтонських садах» (1906). У ній розповідається про раннє дитинство Пітера, про те, як і чому він утік з дому і лишився на острові посеред Круглого ставка у Кенсингтонських садах, про його дружбу й ворогування з феями та ельфами, а також про його перші зустрічі з дітьми «смертних». Адже сам Пітер — істота особливого роду: «серединка на половинку» називає його старий ворон Соломон. По суті у цій книзі відбувається народження своєрідного міфу про Пітера Пена, далекого родича козлоногого язичницького бога Пана.
Через два роки після опублікування «Маленької білої пташки» Баррі написав і поставив п'єсу «Пітер Пен», яка була одноголосно визнана найкращою п'єсою для дітей. Ще за життя автора в Англії виникла театральна традиція — кожен рік на Різдво у театрах дітям показують вистави про Пітера Пена. Ця традиція живе й сьогодні, поширившись на Сполучені Штати і деякі інші англомовні країни. У п'єсі Баррі розвиває історію про Хлопчика, Котрий не Хотів Дорослішати, однак на першому місці у ній відповідно до законів жанру — подієва, видовищна сторона.
Лише у романі «Пітер Пен і Венді», кінцевий задум якого визрів у 1911 році, Баррі поєднав ліричне та ігрове, поезію та драму. Міф про Пітера Пена отримав своє завершення. Сам роман, так само як і «Аліса в Країні чудес» Льюїса Керролла, майже одразу після того як побачив світ пересягнув задані йому вікові рамки, увійшовши у «велику» літературу. Він багаторазово перевидавався, перекладався на інші мови. Книга неодноразово екранізувалася. Кількість різноманітних телевізійних і театральних постанов, лялькових і музичних вистав про Пітера Пена не піддається підрахунку. Найбільш відомими фільмами є мультиплікаційний фільм Уолта Діснея «Пітер Пен» (1953) і художній фільм Стівена Спілберга «Капітан Гак» (1991). Про незгасний інтерес до творів Баррі свідчить велика кількість книг, написаних і виданих останнім часом, героями яких стали Пітер Пен (J.E. Somma «After the Rain: A New Adventure for Peter Pan», "Peter David «Tigerheart»), Венді (Karen Wallace «Wendy»), Капітан Гак (J.V. Hart «Capt. Hook: the Adventures of a Notorious Youth») і фея Дінь-Дінь (Gail Carson Levine «Fairy Dust and the Quest for the Egg»).
У 1912 р. у Кенсингтонському саду встановлений пам'ятник Пітеру Пену, пізніше такий самий пам'ятник з'явився у Ліверпулі і в Кіррімьюре — на батьківщині письменника. Небагато літературних героїв удостоювались такої честі.

## Пітер Пен
П'єса «Пітер Пен» вперше побачила світ 27 грудня 1904 року на сцені Театру Герцога Йоркського. А в 1911 році вийшла книжкою як повість-феєрія під назвою «Пітер Пен і Венді».
Джеймс Баррі придумав Пітера Пена для осиротілих хлопчиків своєї лондонської подруги Сильвії Левелін Дейвіс, яка рано овдовіла, а через кілька років після смерті чоловіка і сама померла. Діти Сильвії Левелін Дейвіс лишилися сиротами, і Джеймс Баррі взяв їх під свою опіку. Розповідаючи хлопчакам на ніч казки Джеймс Баррі вигадав історію про хлопчика, який не хотів ставати дорослим.
1906 року вийшла друком книжка «Пітер Пен у Кенсінгтонських Садах» — передісторія «Пітера Пена і Венді», де описуються події, що відбувалися з Пітером до того, як він опинився в країні Небувалії.

## Вибрані твори
- 1877 — Bandolero, the Bandit (перша п'єса)
- 1888 — Auld Licht Idylls
- 1888 — Better Dead (перша повість)
- 1889 — A Window in the Thrums
- 1890 — My Lady Nicotine
- 1891 — The Little Minister
- 1891 — Ibsen's Ghost (п'єса)
- 1892 — Walker, London
- 1896 — Margaret Ogilvy
- 1902 — The Little White Bird,
- 1902 — The Admirable Crichton (п'єса)
- 1904 — Peter Pan (п'єса)
- 1906 — Peter Pan in Kensington Gardens(«Пітер Пен у Кенсінгтонських Садах» — переклад Наталі Трохим)
- 1908 — What Every Woman Knows(п'єса)
- 1910 — Old Friends (п'єса)
- 1911 — Peter and Wendy («Пітер Пен» — переклад Наталі Трохим)
- 1911 — Peter Pan (повість)
- 1917 — Dear Brutus (п'єса)
- 1920 — Mary Rose (п'єса)
- 1931 — Farewell, Miss Julie Logan: A Wintry Tale
- 1936 — The Boy David (п'єса)

## Українські видання
- Баррі  Дж. Пітер Пен. — Л. : Видавництво Старого Лева, 2007. — 336 с. — (Дивовижні світи) — ISBN 978-966-2909-19-7.
- Баррі  Дж.М. Пітер Пен. — К. : Знання, 2014. — 190 с. — (English Library) — ISBN 978-617-07-0181-7.